# Reseförsäkring
Reseförsäkring är en försäkring man tecknar inför den eventualitet att man skulle bli sjuk vid vistelse utomlands. EU-medborgare har rätt till skattefinansierad akut sjukvård i andra EU-länder, till akut sjukvård räknas även kostnader vid graviditet och förlossning på sjukhus.
Bergsklättring och andra speciellt riskfyllda aktiviteter kan ofta utgöra undantag i reseförsäkringar.
Konsumenternas försäkringsbyrå nämner som exempel på kostnader för en oförsäkrad att intensivvård i USA kan kosta 40 000 kronor per dygn och att ambulansflyg från Asien till Sverige kan kosta en miljon kronor.